# シェラトン
シェラトン・ホテルズ&リゾーツ（Sheraton Hotels & Resorts）はマリオット・インターナショナルが運営するホテルブランド。
大型シティホテル・リゾートホテルブランドである「シェラトン(Sheraton)」を主力とし、姉妹ブランドとして上級の「シェラトン・グランド(Sheraton Grand)」、低価格ブランドの「フォーポイント・バイ・シェラトン(Four Points by Sheraton)」、ビジネスホテルブランドの「フォーポイント・フレックス・バイ・シェラトン(Four Points Flex by Sheraton)」がある。

## 歴史

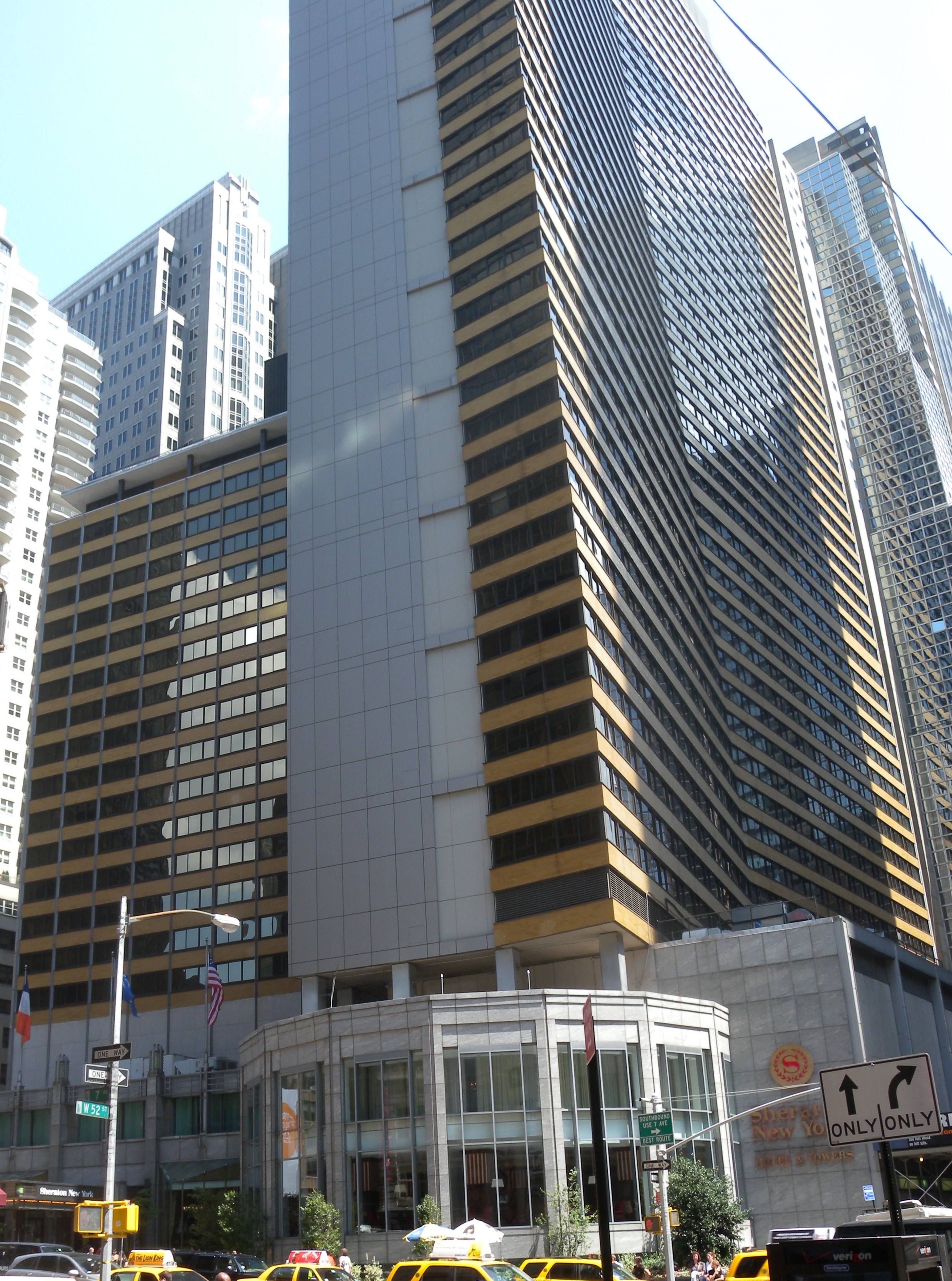
ニューヨークのシェラトン・ニューヨーク・タイムズスクエア

1937年、アメリカ合衆国にて創業者アーネスト・ヘンダーソンとロバート・ムーアがマサチューセッツ州スプリングフィールドで、ストーンヘブン・ホテルと言う名のホテルを購入。屋根に「シェラトン・ホテル」と書いた巨大な看板があり、名称変更に費用がかさむので、ホテルの名称そのものを変更し、「シェラトン・ホテル」としての第1号となった。
1940年代にホテル・キンボールを買収、拡大したシェラトン・コーポレーション・オブ・アメリカはニューヨーク証券取引所に上場した。1949年からカナダの2つのホテルチェーンを買収、国際展開を開始し急拡大する。1961年にイスラエルのテルアビブに北アメリカ以外で初めてのホテルを開業。1963年のベネズエラ・カラカスへと続く。1968年にITTがこのホテルチェーンを買収し、「ITTシェラトン」となる。
1984年には日本・大阪に全日空ホテルズとのダブルブランドとして大阪全日空ホテルシェラトンを開業。このときがアジア初進出のシェラトンブランドであった。翌1985年には中華人民共和国・北京に国営の長城飯店を買収、万里の長城シェラトンホテル北京を開業。
1995年、低価格ブランドとして「フォーポイント・バイ・シェラトン(Four Points by Sheraton)」を設立。
1998年、スターウッド・ホテル&リゾートがITTシェラトンを買収した。

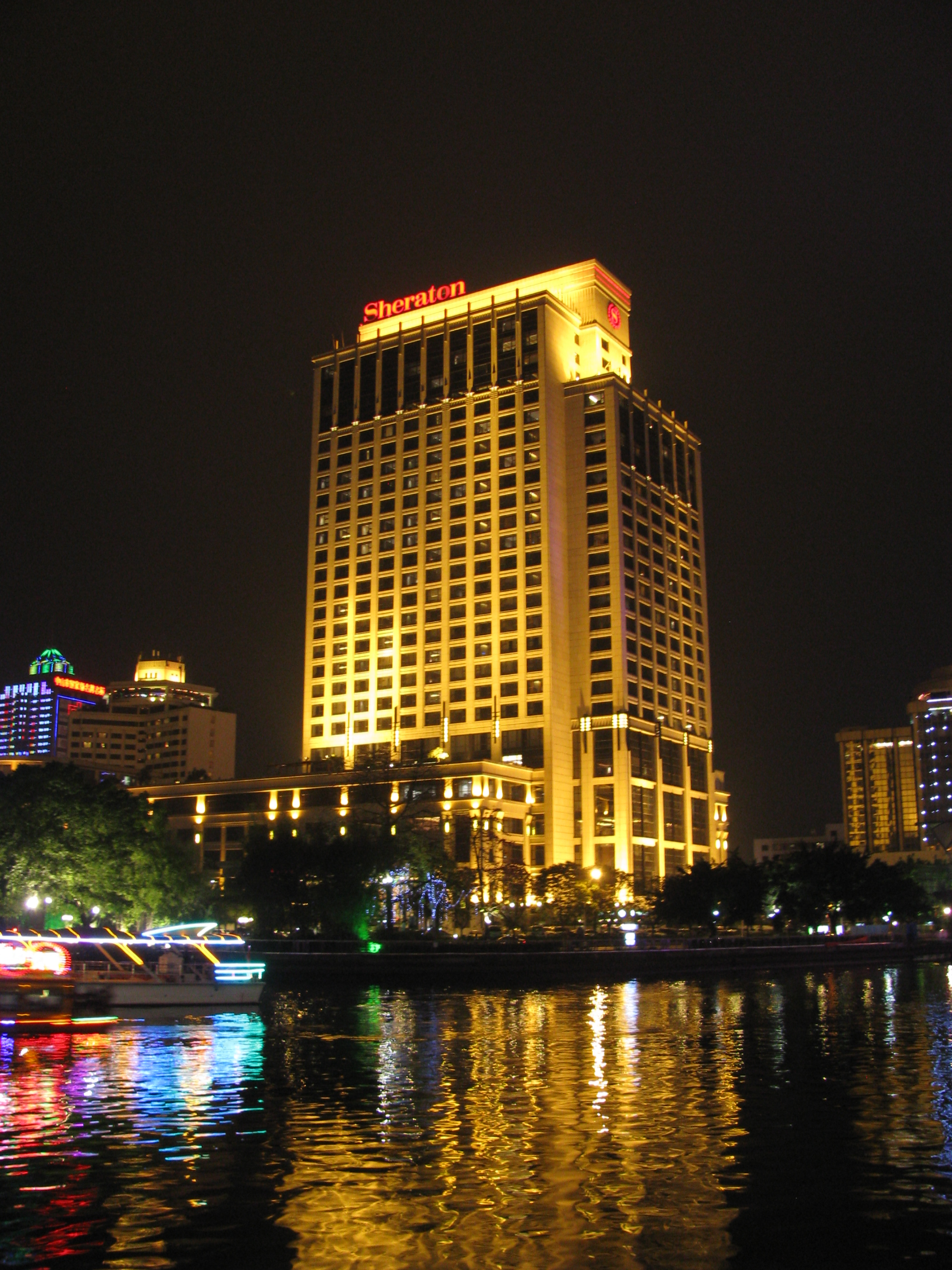
中華人民共和国・広東省中山のシェラトン中山ホテル

2007年、日本のシェラトン都ホテル東京、シェラトン都ホテル大阪が都ホテルとのダブルブランドとしてリニューアルオープン。
2015年、上級ブランドとして「シェラトン・グランド (Sheraton Grand)」を設立。
2015年11月16日、マリオット・インターナショナルが、スターウッド・ホテル&リゾートを買収することで両社の取締役会にて合意したと発表した。。2016年に買収は完了し、シェラトンブランドは、マリオットのブランドの一つとなった。
2019年3月14日、ブランドロゴの変更が発表された。
2024年、安価なビジネスホテルブランドとして「フォーポイント・フレックス・バイ・シェラトン(Four Points Flex by Sheraton)」を設立。

## 日本における展開

### 加盟ホテル
2025年1月現在、日本国内で展開しているシェラトン系ブランドの加盟ホテルは以下の通り。
シェラトン・グランド
- シェラトン・グランデ・トーキョーベイ・ホテル（千葉県浦安市）
  - 上級ブランド「シェラトン・グランド」の一つ[2]。
- シェラトングランドホテル広島（広島県広島市東区）
- シェラトン・グランデ・オーシャンリゾート（宮崎県宮崎市）

シェラトン
- シェラトン都ホテル東京（東京都港区）
- 横浜ベイシェラトン ホテル&タワーズ（神奈川県横浜市西区）
- シェラトン都ホテル大阪（大阪府大阪市天王寺区）
- 神戸ベイシェラトン ホテル&タワーズ（兵庫県神戸市東灘区）
- シェラトン鹿児島（鹿児島県鹿児島市）[5][6][7]。
- シェラトン沖縄サンマリーナリゾート（沖縄県国頭郡恩納村）
シェラトンブランドにおいては、シェラトン沖縄以来24年ぶりの沖縄再進出となる。

フォーポイント・バイ・シェラトン
- フォーポイントバイシェラトン名古屋 中部国際空港（愛知県常滑市）
  - 中部国際空港隣接地に2018年11月1日開業[8]。

フォーポイント・フレックス・バイ・シェラトン
- フォーポイントフレックス by シェラトン 大阪梅田
- フォーポイントフレックス by シェラトン 名古屋駅前
- フォーポイントフレックス by シェラトン 大阪心斎橋
- フォーポイントフレックス by シェラトン 金沢
- フォーポイントフレックス by シェラトン 新大阪
- フォーポイントフレックス by シェラトン 横浜駅西
- フォーポイントフレックス by シェラトン 神戸三宮
- フォーポイントフレックス by シェラトン 大阪北浜
- フォーポイントフレックス by シェラトン 京都御池
- フォーポイントフレックス by シェラトン 宇都宮
- フォーポイントフレックス by シェラトン 函館駅
- フォーポイントフレックス by シェラトン 盛岡
- フォーポイントフレックス by シェラトン 大阪本町
- フォーポイントフレックス by シェラトン 福岡博多

### かつて営業していたホテル
- 大阪全日空ホテルシェラトン（大阪府大阪市北区、1995年3月まで）

その後、「大阪全日空ホテル」を経て、2008年（平成20年）10月1日から「ANAクラウンプラザホテル大阪（IHG ANA ホテルズ）」。
- シェラトン北海道キロロリゾート（北海道余市郡赤井川村、2022年まで）

キロロリゾート内のマウンテンホテルを改修・リブランドし2015年12月4日開業。
- シェラトンホテル札幌（北海道札幌市厚別区、2014年9月まで）

1996年（平成8年）の開業時から1999年（平成11年）9月11日まで「新さっぽろパレスホテル」。2014年（平成26年）10月1日から「ホテルエミシア札幌」。
- シェラトン沖縄（沖縄県中頭郡北中城村）

現在は「EMウェルネスリゾートコスタビスタ沖縄ホテル&スパ」。
- フォーポイントバイシェラトン函館（北海道函館市）
  - フォーポイントバイシェラトンブランドでは日本初進出だった。現在はプレミアホテル-CABIN PRESIDENT-函館。